# Ermenegildo Castiglioni

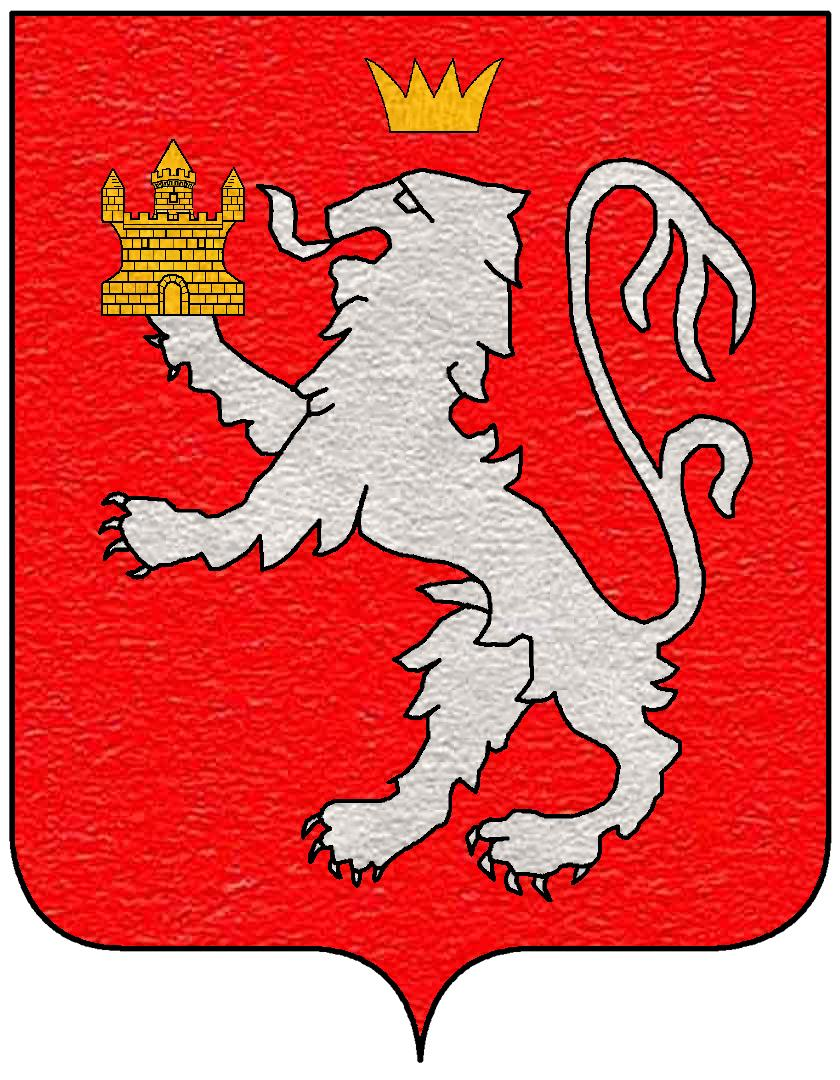
Stemma dei Castiglione

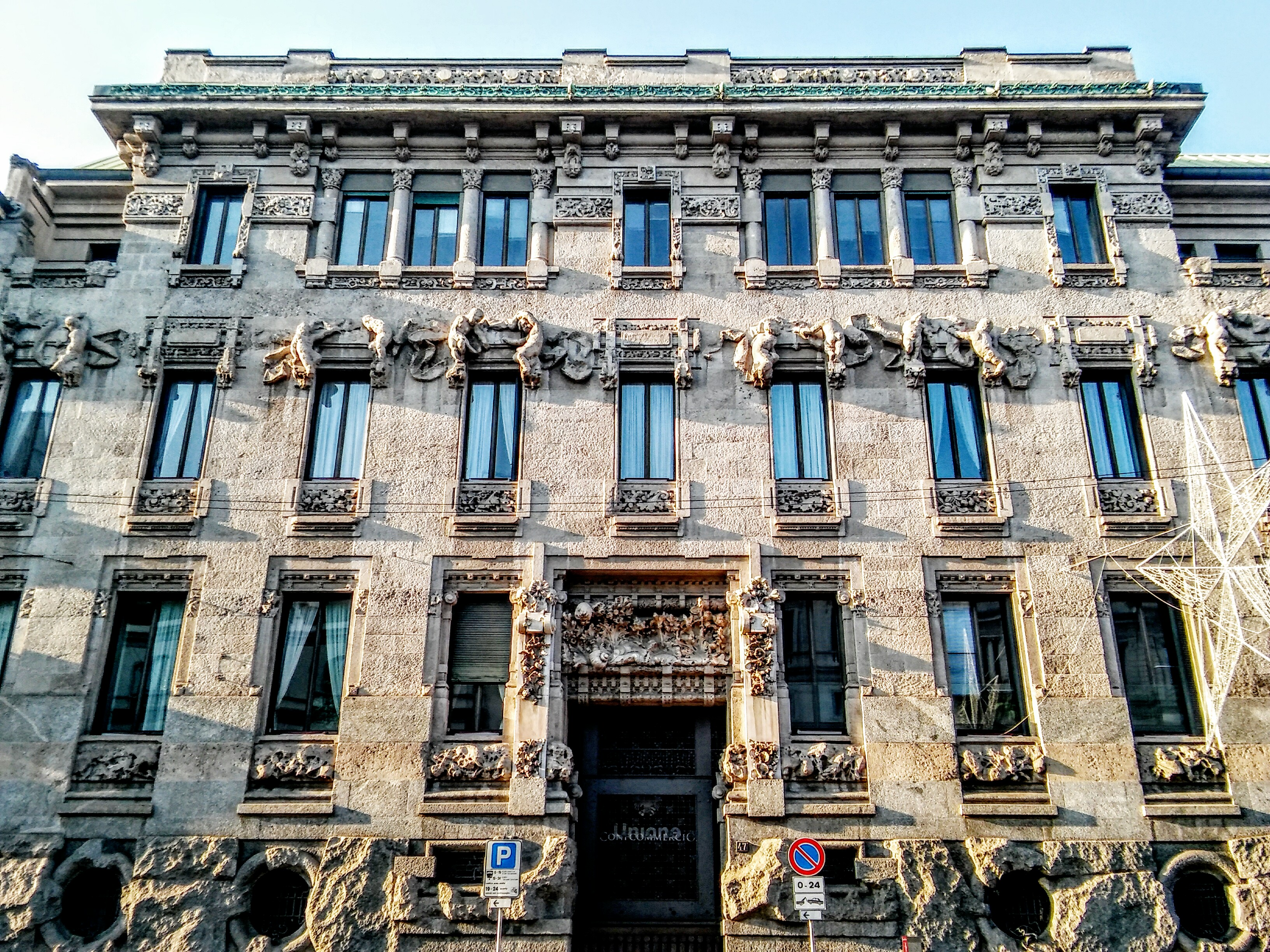
Milano, Palazzo Castiglioni

Ermenegildo Castiglioni (Milano, 12 aprile 1812 – Milano, 25 dicembre 1896) è stato un imprenditore, patriota e filantropo italiano, mazziniano.

## Biografia
Dopo gli studi in seminario, si diede al commercio. 
Iniziò con pochi mezzi a diciassette anni come aiutante del suo padrino Borghi a cui successe nel 1831, ma con gli anni grazie alla sua abilità negli affari divenne padrone di due stabilimenti coloniali a Milano in Porta Garibaldi e a Barletta. Era al primo posto in Italia tra i commercianti e industriali di spiriti.
Costruì due grandi isolati di case nel sobborgo di Porta Garibaldi tra gli attuali corso Como e via Massimo d'Azeglio, demoliti intorno al 1960.
Si occupò anche di politica aderendo alla Giovine Italia e aiutando molti liberali. Fu amico di Giuseppe Mazzini, Carlo Cattaneo e Giuseppe Ferrari.
Volle intitolare al loro nome le vie del suo isolato di case a Milano, l'attuale via Quadrio si chiamava via Mazzini. 
Fondò un asilo dedicato a Maurizio Quadrio, tuttora esistente in via Quadrio.
Finanziò la propaganda repubblicana in Italia. Lavorò fino all'ultimo giorno prima di morire a 81 anni.
Acquistò a Induno Olona una villa costruita all'inizio del XIX secolo dalla famiglia Mannati, una famiglia nobile milanese e la fece arredare dall'ebanista parigino Charles Jeanselme. Gli arredi furono venduti all'asta nel 1961 prima della trasformazione della Villa Castiglioni in albergo.
Fu credente in Dio e lasciò un milione di lire di allora ad istituti di beneficenza milanesi, tra cui l'Ospedale Maggiore.
La sua fortuna, quando morì, era stimata in 10 milioni di lire di allora.
Fu sepolto al Cimitero Monumentale di Milano e volle una tomba con l'iscrizione “credente in Dio”, un detto di Mazzini. La sua tomba del 1897 è nell'Emiciclo di Ponente (seconda fila, n. 142-143) ed è stata realizzata dall'arch. Ercole Balossi Merlo (1842-1922) e dallo scultore Ernesto Bazzaro che rappresentò con una fusione in bronzo la Fede, l'Amor fraterno e il Soccorso, per rappresentare "in modo realistico-allegorico gli elevati ideali del defunto".
L'erede fu il nipote adottivo ing. Ermenegildo Marazzi Castiglioni, che utilizzò parte dell'eredità per costruire tra il 1901 ed il 1904 il Palazzo Castiglioni in Corso Venezia a Milano, progettato in stile Art Nouveau dall'architetto Giuseppe Sommaruga.

## I ritratti di Castiglioni nella Quadreria dell'Ospedale Maggiore
Avendo lasciato una cospicua quantità di denaro all'Ospedale Maggiore di Milano, fu decretata l'esecuzione di un suo ritratto per la Raccolta di ritratti dei benefattori da parte del pittore Giovanni Battista Todeschini. Una prima opera, ieratica e dal forte chiaroscuro, venne scartata dalla Commissione artistica. La seconda è invece considerata una delle migliori opere della produzione di Todeschini.